# Peter Montagna
Peter Montagna (* 27. März 1952 in Brooklyn, New York City) ist ein amerikanischer Maskenbildner, der seit Beginn seiner Karriere Anfang der 1980er Jahre an rund 50 Film- und Fernsehproduktionen beteiligt war. Bei der Oscarverleihung 2013 wurde er für seine Arbeit bei Hitchcock zusammen mit Howard Berger und Martin Samuel für den Oscar in der Kategorie Bestes Make-up und beste Frisuren nominiert. Zudem wurde er 1994 und 2001 für zwei Emmys nominiert. Montagna begann seine Karriere 1981 beim Fernsehsender NBC. Er arbeitet regelmäßig mit Billy Crystal zusammen.

## Filmografie (Auswahl)
- 1983: Begierde (The Hunger)
- 1984–1994: Saturday Night Live (Fernsehserie)
- 1986: Billy Crystal: Don’t Get Me Started - The Billy Crystal Special (Fernseh-Dokumentarfilm)
- 1987: Billy Crystal: Don’t Get Me Started - The Lost Minutes (Fernseh-Special)
- 1987: Die Braut des Prinzen (The Princess Bride)
- 1989: Harry und Sally (When Harry Met Sally…)
- 1989: Warlock – Satans Sohn (Warlock)
- 1990: Ein verrückt genialer Coup (Quick Change)
- 1991: Downtown Cop
- 1991: Women & Men 2: In Love There Are No Rules (Fernsehfilm)
- 1991: A Marriage: Georgia O’Keeffe and Alfred Stieglitz (Fernsehfilm)
- 1991: City Slickers – Die Großstadt-Helden (City Slickers)
- 1991: Saturday Night Live: The Best of Robin Williams (Dokumentarfilm, Video/DVD)
- 1992: Der letzte Komödiant – Mr. Saturday Night (Mr. Saturday Night)
- 1993: Hilfe! Jeder ist der Größte (Life with Mikey)
- 1993: Tribeca (Fernsehserie)
- 1994: Schneesturm im Paradies (Trapped in Paradise)
- 1994: North
- 1994: City Slickers 2 – Die goldenen Jungs (City Slickers II: The Legend of Curly’s Gold)
- 1994: Wagen 54 – Bitte Melden (Car 54, Where Are You?)
- 1995: Vergiß Paris (Forget Paris)
- 1995: The Watcher – Das Auge von Vegas (Fernsehserie)
- 1996: Hamlet
- 1996: Ein Präsident für alle Fälle (My Fellow Americans)
- 1996: High School High
- 1996: Nach eigenen Regeln (Mulholland Falls)
- 1997: Wag the Dog – Wenn der Schwanz mit dem Hund wedelt (Wag the Dog)
- 1997: Ein Vater zuviel (Fathers’ Day)
- 1998: Star Force Soldier (Soldier)
- 1998: My Giant – Zwei auf großem Fuß (My Giant)
- 1999–2000: Noch mal mit Gefühl (Once and Again, Fernsehserie)
- 1999: Reine Nervensache (Analyze This)
- 2001: As You Wish: The Story of „The Princess Bride“ (Dokumentar-Kurzfilm, Video/DVD)
- 2001: America’s Sweethearts
- 2001: 61* (Fernsehfilm)
- 2001: Hype (Fernsehserie)
- 2001: Keine Gnade für Dad (Fernsehserie)
- 2002: Dark Blue
- 2002: Reine Nervensache 2 (Analyze That)
- 2002: Buffy – Im Bann der Dämonen (Buffy the Vampire Slayer, Fernsehserie)
- 2002: Path to War – Entscheidung im Weißen Haus (Fernsehfilm)
- 2005–2010: Cold Case – Kein Opfer ist je vergessen (Cold Case, Fernsehserie)
- 2007: Ein Duke kommt selten allein – Wie alles begann (The Dukes of Hazzard: The Beginning, Fernsehfilm)
- 2008: Columbus Day
- 2011: Ich bin Nummer Vier (I Am Number Four)
- 2011: When Harry Met Sally 2 with Billy Crystal and Helen Mirren (Kurzfilm, Video/DVD)
- 2012: Hitchcock
- 2012: Small Apartments
- 2013: Lone Survivor
- 2013: Die fantastische Welt von Oz (Oz the Great and Powerful)
- 2014: True Blood (Fernsehserie)
- 2014: World Premiere (Fernsehserie)
- 2014: The Amazing Spider-Man 2: Rise of Electro (The Amazing Spider-Man 2)

## Auszeichnungen (Auswahl)
- 1994: Emmy-Nominierung für 61* (zusammen mit Patricia Bunch und Mark Landon)[1]
- 2001: Emmy-Nominierung für Saturday Night Live (Show 818, zusammen mit John Caglione Jr., Margot Boccia, Norman Bryn, Courtney Carell, Linda Castillo, Jack Engel, Linda Grimes, Roosevelt Madison Jr., Nina Port, Catherine 'Kay' Rowland und Michael R. Thomas)[2]
- 2013: Oscar-Nominierung in der Kategorie Bestes Make-up und beste Frisuren für Hitchcock (zusammen mit Howard Berger und Martin Samuel)[3]